# 沃利齊亞 (新惠溫斯凱市鎮)
50°9′51″N 28°37′34″E / 50.16417°N 28.62611°E
沃利齊亞（烏克蘭語：Волиця），是烏克蘭中部的城鎮，隸屬日托米爾州日托米爾區新惠温斯凯市镇，面積0.07平方公里，海拔高度225米，2001年人口405，人口密度每平方公里6,230.77人。